# B.P. Structure
Koordinaten: 25° 19′ 7″ N, 24° 18′ 37″ O

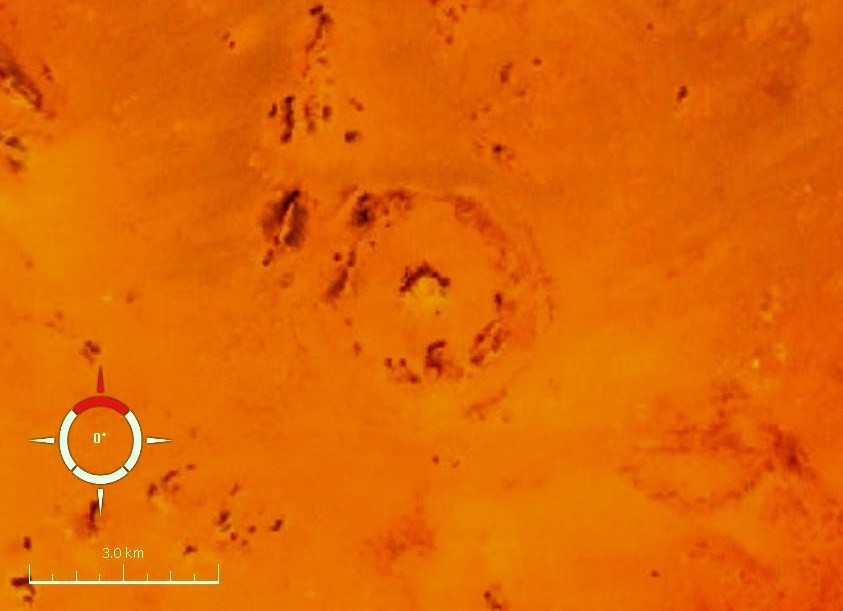
Landsatbild der B.P. Structure

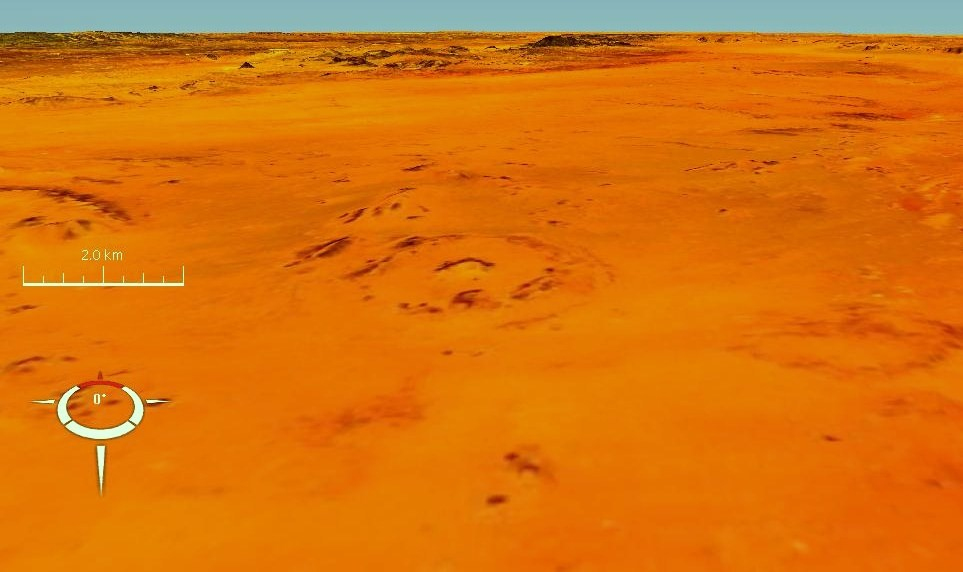
Landsatbild der B.P. Structure, Schrägansicht

Die B.P. Structure, auch unter dem Namen Gebel Dalma bekannt, ist ein sichtbarer Einschlagkrater in Libyen. Entdeckt wurde der Krater von einem geologischen Explorationsteam der BP (früher British Petroleum).
Der Durchmesser des Kraters beträgt zwei Kilometer; sein Alter wird auf weniger als 120 Millionen Jahre geschätzt.